# کاروانسرای محمدآباد (قزوین)
کاروانسرای شاه عباسی محمدآباد مربوط به دوره صفوی است و در شهرستان بوئین‌زهرا، روستای محمدآباد خره واقع شده و این اثر در تاریخ ۲۳ خرداد ۱۳۵۶ با شمارهٔ ثبت ۱۳۹۷ به‌عنوان یکی از آثار ملی ایران به ثبت رسیده است.
در ۲۵ کیلومتری جنوب قزوین و در دل دشت وسیع بوئین‌زهرا که روزگاری مسیر پرتردد کاروان رو قزوین – اصفهان بود، کاروانسرای بزرگی از عهد صفوی به جای مانده که از بیرون دارای طرحی پنج ضلعی و چهار برج مدور است. سر در ورودی، که در ضلع جنوبی قرار دارد، با یک هشتی بزرگ که گنبدی برفراز آن است به حیاط، دهلیزها، اتاق‌ها و طاق‌نماهای دور تا دور می‌پیوندد. حیاط داخل کاروانسرا به صورت مستطیلی ۵/۵۰ * ۲۰/۴۲ متر گسترده و بناهای چهار جانبش از یک قرینه سازی کامل پیروی نموده‌اند. در وسط هریک از جهات چهارگانه، ایوان مرتفعی برآورده و در دو سوی ایوان‌های شمالی و جنوبی پنج طاق نما و در دو طرف ایوان‌های شرقی و غربی شش طاق نما که مجموعشان به ۳۴ طاقنما می‌رسد ساخته‌اند. در پشت غرفه‌های شمالی، غربی و شرقی، دالان یکپارچه ای به عرض ۸۰/۳ متر کشیده‌اند که از چهار طاق نمای واقع در چهار گوشه حیاط به آن راه می‌یابد و احتمالاً کاربری اصطبل داشته است. بنای کاروانسرا تمامی با آجر انجام شده و تنها در نمای داخل حیاط یک رج سنگ در پی آن به کار رفته است.